# Mu Cancri
Mu Cancri o Mu2 Cancri (μ Cnc / 10 Cancri / HD 67228) es una estrella en la constelación de Cáncer —el cangrejo— de magnitud aparente +5,30.
No debe ser confundida con Mu1 Cancri (BL Cancri), variable pulsante visualmente a poco más de 1º.
Mu Cancri es una subgigante amarilla de tipo espectral G1IV distante 76 años luz del sistema solar.
Tiene una temperatura efectiva entre 5770 y 5840 K.
Como subgigante que es, su radio es un 82 % más grande que el radio solar y su luminosidad 3,6 veces mayor que la del Sol: en la etapa de subgigante, el diámetro y la luminosidad de la estrella aumentan, mientras que la temperatura disminuye ligeramente, por lo que estrellas en esta fase tienen diámetros más grandes y temperaturas más bajas que otras estrellas de la secuencia principal de masa similar.
Mu Cancri gira sobre sí misma con una velocidad de rotación de 5,5 km/s, dos veces y media más deprisa que el Sol.
Su masa es un 20 % mayor que la masa solar y tiene una edad estimada de 5400-5640 millones de años.
En cuanto a su composición elemental, Mu Cancri tiene una metalicidad —abundancia relativa de elementos más pesados que el helio— un 40 % mayor que la solar.
Los contenidos de elementos como itrio, circonio, bario y cerio siguen la misma tendencia que el hierro.
El resto de los elementos —a excepción del manganeso— también son más abundantes que en el Sol.